# (3947) Swedenborg
(3947) Swedenborg es un asteroide perteneciente al cinturón de asteroides, descubierto el 1 de diciembre de 1983 por Edward Bowell desde la Estación Anderson Mesa (condado de Coconino, cerca de Flagstaff, Arizona, Estados Unidos).

## Designación y nombre
Designado provisionalmente como 1983 XD. Fue nombrado Swedenborg en honor al científico, teólogo, filósofo y místico sueco Emanuel Swedenborg.